# Igreja Matriz de São João Batista
A Igreja Matriz de São João Batista é um templo religioso católico, construído no século XVII e dedicada a São João Batista. A igreja está localizada no centro histórico cidade de Itaboraí, no estado brasileiro do Rio de Janeiro. É um patrimônio histórico nacional, tombado pelo Instituto do Patrimônio Histórico e Artístico Nacional (IPHAN), na data de 18 de março de 1970, sob o processo de nº 616-T-1960.

## História
A Capela de São João Batista foi construída em 1670 por João Vaz Pereira, a princípio feita de pau-a-pique e no ano de 1679 é classificada como curato de Itaborahy. No dia 18 de janeiro de 1696, por ato régio da coroa portuguesa, o curato de Itaborahy foi elevado à paróquia. A capela entrou em ruínas devido a sua estrutura de pau-a-pique, então, entre os anos de 1725 a 1746, a antiga capela foi totalmente reconstruída em pedra e cal. E com o passar dos tempos, a igreja passou por diversas intervenções.

## Arquitetura
A edificação foi construída em estilo barroco, com uma torre sineira, nave única, capela-mor e sacristia. No frontispício, foi construído uma porta central, ladeada por janelas na altura do coro e um frontão em curvas, com pináculos e um óculo. No interior, a nave possui corredores laterais e teto em abóbada de berço e ainda seis altares laterais, sendo três deles em estilo D. João V e os outros três em estilo rococó e neoclássico.